# Скотт, Джейк
Джейк Скотт (англ. Jake Scott род. 1965) — британский кинорежиссёр. Сын Ридли Скотта, племянник Тони Скотта.

## Биография
Работает в основном в компании отца «Ridley Scott Associates», в частности в его музыкальном подразделении «Black Dog Films». Снимал музыкальные клипы для Soundgarden, The Smashing Pumpkins, Bush, Live, Blind Melon, Tori Amos, Tricky, Radiohead, Lily Allen, Oasis, The Supernaturals, The Strokes, The Verve, R.E.M., U2 и для Джорджа Майкла.

## Фильмография
- Чужой 1979 год
- 1999 — Планкетт и Маклейн / Plunkett & Macleane
- 2010 — Добро пожаловать к Райли / Welcome to the Rileys[1]